# اوزان چولاک‌اوغلو
 اوزان چولاک‌اوغلو (انگلیسی: Ozan Çolakoğlu؛ زادهٔ ۱ آوریل ۱۹۷۲) یک موسیقی‌دان اهل ترکیه است.